# 铜鼓卫
铜鼓卫，明洪武三十年（1397年）改铜鼓千户所置，治今贵州省锦屏县东南旧锦屏。属湖广都司。旋废。永乐三年（1405年）复置。清雍正五年（1727年）改锦屏县。 